# قائمة بحيرات مصر
بحيرات مصر هي مجموعة البحيرات، التي توجد في مصر، ويبلغ عددها 11 بحيرة. ولها أهمية اقتصادية كبرى كمصدر هام للثروة السمكية وللملح.
يضم حوض البحر المتوسط في شمال مصر خمسة بحيرات شمالية وترتيبها من الغرب إلى الشرق (مريوط – إدكو - البرلس – المنزلة – البردويل). تمثل هذه البحيرات أهمية اقتصادية بالغة، حيث يبلغ إنتاجها من الأسماك أكثر من 75 % من إجمالي الإنتاج في مصر.[بحاجة لمصدر] وتتعرض هذه البحيرات لمجموعة من التحديات، والتي منها نقص واضمحلال مساحتها ومشاكل التلوث الناتج من عمليات التوسع في الأنشطة الزراعية والصناعية والمزارع السمكية.
في هذه العصور الجيولوجية، تعرضت مصر لأحداث وتغيرات عنيفة أحيانًا وتدريجية أحيانًا أخرى. كان بحر تيثيس يغطي أرض مصر في أوقات وينحسر عنها تارة أخرى، مما ساعد على تشكيل ظاهرات، كما سيتضح فيما بعد.[بحاجة لمصدر]
تعرضت أرض مصر في خلال العصور الجيولوجية لعوامل التعرية المختلفة من رياح وأمطار وأنهار، مما ساهم في إعادة تشكيل سطحها، حيث تقوم تلك العوامل بالنحت ثم النقل وأخيرًا إرساب ما هو عالق في الهواء أو ما تحمله الأنهار أو ما يترسب في قاع البحر.[بحاجة لمصدر]
ونتيجة طغيان بحر تثيس وانحساره - نتيجة الحركات الأرضية - عبر تاريخ مصر الجيولوجي الطويل، تكون سطح مصر. فإذا مصر نمت على حساب هذا البحر، الذي انحسر عن يابسها ليكشف لنا سطحها الحالي.[بحاجة لمصدر]

## بحيرات ما زالت موجودة

### بحيرات عذبة
| اسم البحيرة  | اسم البحيرة | المحافظة             | الموقع                                                          | النوع        | المساحة   | العمق   | الطول |
| ------------ | ----------- | -------------------- | --------------------------------------------------------------- | ------------ | --------- | ------- | ----- |
| بحيرة ناصر   |             | محافظة أسوان         | جنوب مصر 22°25′N 31°45′E / 22.417°N 31.750°E                    | خزان مائي    | 5250 كم2  | 180 م   | 350   |
| بحيرات توشكى |             | محافظة الوادي الجديد | جنوب مصر 23°06′N 30°54′E / 23.1°N 30.9°E                        | حوض مغلق     | 300 كم2   | 175 متر | 47    |
| بحيرة الريان |             | محافظة الفيوم        | جنوب مدينة الفيوم 29°08′52″N 30°23′33″E / 29.14778°N 30.39250°E | عذبة - مالحة | 112,9 كم2 | 20-22 م | 10    |
| بحيرة قارون  |             | محافظة الفيوم        | شمال مدينة الفيوم 29°27′13″N 30°34′51″E / 29.45361°N 30.58083°E | عذبة - مالحة | 231 كم2   | 14 م    | 40    |

### بحيرات مالحة
| اسم البحيرة    | اسم البحيرة | المحافظة                                                   | الموقع | النوع | المساحة   | العمق  | الطول |
| -------------- | ----------- | ---------------------------------------------------------- | ------ | ----- | --------- | ------ | ----- |
| بحيرة المنزلة  |             | محافظة الدقهلية محافظة بورسعيد محافظة دمياط محافظة الشرقية |        |       | 1,360 كم2 | 1--3 م | 50    |
| بحيرة مريوط    |             | محافظة الإسكندرية                                          |        |       | 20 كم2    | .5-1   | 20    |
| بحيرة البردويل |             | محافظة شمال سيناء                                          |        |       | 600 كم2   | 2.5    | 60    |
| بحيرة إدكو     |             | محافظة البحيرة                                             |        |       | 62.78 كم2 | 3-1    | 30    |
| البحيرات المرة |             | محافظة الإسماعيلية محافظة السويس                           |        |       |           | 18-28  | 24    |
| بحيرة البرلس   |             | محافظة كفر الشيخ                                           |        |       | 200 كم2   | 3      | 50    |
| بحيرة سيوة     |             | سيوة - محافظة مطروح                                        |        |       |           |        |       |
| بحيرة التمساح  |             | محافظة الإسماعيلية                                         |        |       | 15 كم2    | 6-20   | 15    |
| بحيرة بورفؤاد  |             | محافظة بورسعيد                                             |        |       | 30 كم2    | 1-3    | 12    |

## بحيرات مندثرة
| اسم البحيرة    | المحافظة           | الموقع | النوع | المساحة الإفتراضية | المصادر |
| -------------- | ------------------ | ------ | ----- | ------------------ | ------- |
| بحيرة موريس    | محافظة الفيوم      |        |       |                    |         |
| بحيرة البلاح   | محافظة الإسماعيلية |        |       |                    | [ 2 ]   |
| بحيرة الطميلات | محافظة الإسماعيلية |        |       |                    |         |